# UGC 12591
UGC 12591 — спиральная галактика в созвездии Пегаса. Находится на расстоянии около 400 млн св. лет от Солнца.
Это вторая по величине спиральная галактика после ISOHDFS 27 Кроме того, эта спиральная галактика с самой высокой известной скоростью вращения около 480 км/с, почти вдвое большей, чем у нашей галактики, Млечного Пути.
Масса галактики в 4 раза превышает массу Млечного Пути, что делает её второй из самых массивных спиральных галактик, известных на сегодняшний день.